# 塞爾維亞—西班牙關係
塞尔维亚-西班牙关系是塞尔维亚和西班牙之间的外交关系。两国于1916年10月14日建立了外交关系。塞尔维亚在马德里设有大使馆，西班牙在贝尔格莱德设有大使馆。这两个国家都是联合国、国际刑警组织、欧洲理事会和欧洲安全与合作组织的成员国。西班牙自1986年起成为欧盟成员国，塞尔维亚自2012年起成为候选国家，西班牙强烈支持塞尔维亚加入欧盟。西班牙是北约成员国，塞尔维亚是军事中立国，与不结盟运动有着密切的历史关系。
西班牙是不承认科索沃单方面宣布独立的五个欧盟成员国之一，并积极反对科索沃加入联合国教科文组织和国际刑警组织等国际组织。此外，西班牙支持塞尔维亚坚持按照2013年在欧盟主持下签署的《布鲁塞尔协议》的规定，在科索沃建立塞尔维亚自治社区。一些人解释了西班牙对科索沃的强硬立场，将其内部问题与加泰罗尼亚独立运动以及联合王国在直布罗陀的争端相提并论。在2017年加泰罗尼亚独立公投危机期间，塞尔维亚强烈支持西班牙的领土完整，塞尔维亚外交部长表示，西班牙是塞尔维亚最好的国际朋友之一。
作为第三方，两国都支持阿根廷在其与英国的福克兰群岛主权争端中的立场。